# 南词叙录
《南词叙录》，一般认为是明徐渭所著。成书于明嘉靖三十八年(1559年)。是最早一部研究南戏的著作。附有宋元南戏剧目65种，明初南戏剧目48种

## 版本
- 清钱塘丁氏抄本，题徐天池著，现存南京图书馆。
- 清平江黄氏本抄本，题“徐文长南词叙录”，现存上海图书馆。